# SEAT 124
El SEAT 124 es un automóvil de turismo del segmento C derivado del Fiat 124, producido bajo licencia por SEAT en las factorías de la Zona Franca de Barcelona y de Landaben (Pamplona) entre los años 1968 y 1980. Se comercializó con carrocerías berlina, familiar de 5 puertas, y cupé, con distintos niveles de acabado y mecánicas.

## Historia
La década de los 60 supuso para España la superación definitiva del periodo autárquico que había conducido a la creación de SEAT para entrar en un proceso conocido como desarrollismo, caracterizado por un fuerte incremento del PIB mediante el fomento estatal de la industrialización del país. 
En este contexto de aumento de la renta disponible y promoción del consumo, la dirección de SEAT toma la decisión de entrar en la categoría de los cinco plazas con una versión local del Fiat 124 (1966) que iba a sustituir a los Fiat 1300/1500 nunca comercializados en España.
Tras ser anunciada su producción a lo largo del año precedente, el nuevo SEAT 124 es presentado en el Salón del Automóvil de Barcelona de 1968  con gran espectacularidad mediante un modelo a escala real que se dividía en dos partes permitiendo ver mecánica e interior. 
En el momento de su aparición representó una gran innovación en el panorama automovilístico de la época, cubriendo junto con su hermano el SEAT 1430 -versión autóctona del Fiat 124 Special-, el hueco en la gama SEAT entre los 600 D y 850 y el 1500. Como el modelo en el que se basaba estaba enfocado a la  pujante clase media, que en el caso de España emergía a finales de los años sesenta con al menos una década de retraso. A diferencia de sus antecesores no se trataba de una solución para motorizar el país, sino de un producto de gran consumo para una clase media que caminaba por fin hacia la homologación con el resto de Europa; un cinco plazas de generosas prestaciones, fiable y económico de compra y mantenimiento que ya no difería en nada de los productos que se ofrecían en el resto del continente. Fue sustituido en su segmento comercial por el SEAT Ritmo, fabricado también bajo licencia Fiat por SEAT a partir de 1979. 

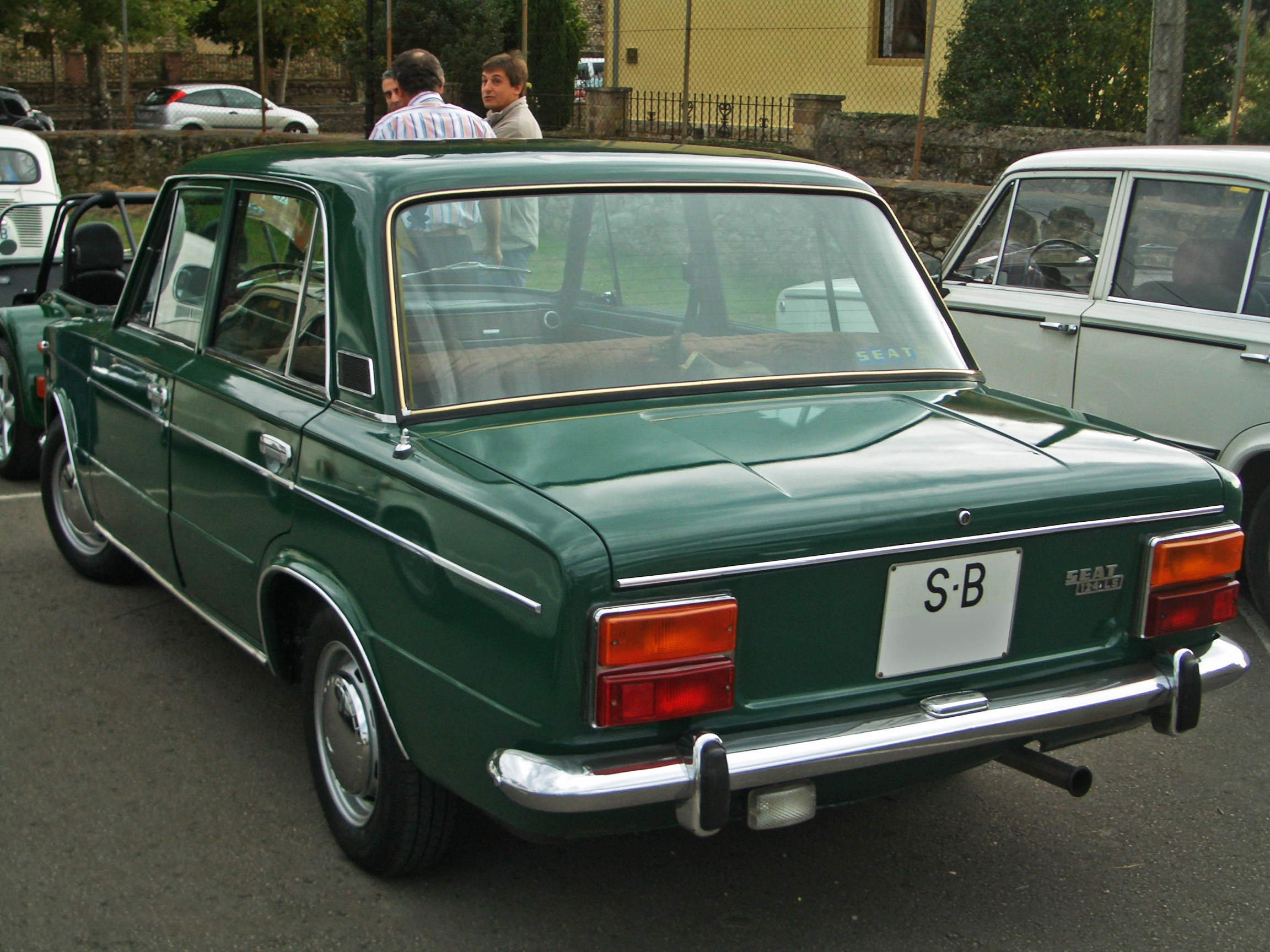
SEAT 124 LS, con el reestyling de 1971 correspondiente al Fiat 124 "B". Reconocible por los pilotos posteriores cuadrados y las manetas encastradas

La gama se desdoblaba en el SEAT 124, equivalente al modelo "normal" italiano y el SEAT 1430 igual que el Fiat 124 "special" salvo en detalles de presentación tomados del Fiat 125 y al que se reservaban las motorizaciones superiores. Como el 124 normal italiano, el 124 de SEAT estaba únicamente disponible con el motor básico de 1.197cc, un cuatro cilindros en línea con cigüeñal de cinco apoyos y refrigerado por agua que estaba alimentado por un carburador vertical de dos cuerpos y acoplado a una caja de cuatro velocidades. Inicialmente rendía una potencia máxima de 60 HP (DIN), pasando en 1973, con la introducción del SEAT 124 LS, a ofrecerse en una variante de 65 HP (DIN). El equipamiento y la presentación variaron a lo largo de la producción, con numerosos elementos tomados del Seat 1430 y de los Fiat 124 Special y Fiat 125 que lo hacían diferir del original Fiat.
En 1975, coincidiendo con la desaparición del Fiat 124, se presenta un profundo reestyling realizado por Giorgetto Giugiaro, que unifica las gamas 124 y 1430, manteniendo la producción del modelo en España hasta su sustitución por el Seat Ritmo y cubriendo el hueco entre el SEAT 127 y el SEAT 131, lugar que en otros mercados ocupaba el Fiat 128. Exteriormente las ópticas circulares de la versión inicial fueron sustituidas por otras de forma rectangular, se renovaba la zaga con unos nuevos pilotos integrados y se realizaban ligeras modificaciones interiores, al tiempo que se unifican muchos componentes con los del nuevo SEAT 131, tales como el puente posterior adoptado a partir de 1978 que implicaba la desaparición de los discos de freno traseros en las versiones básicas, siendo el nuevo modelo oficialmente presentado como SEAT 124 D versión ´75. 

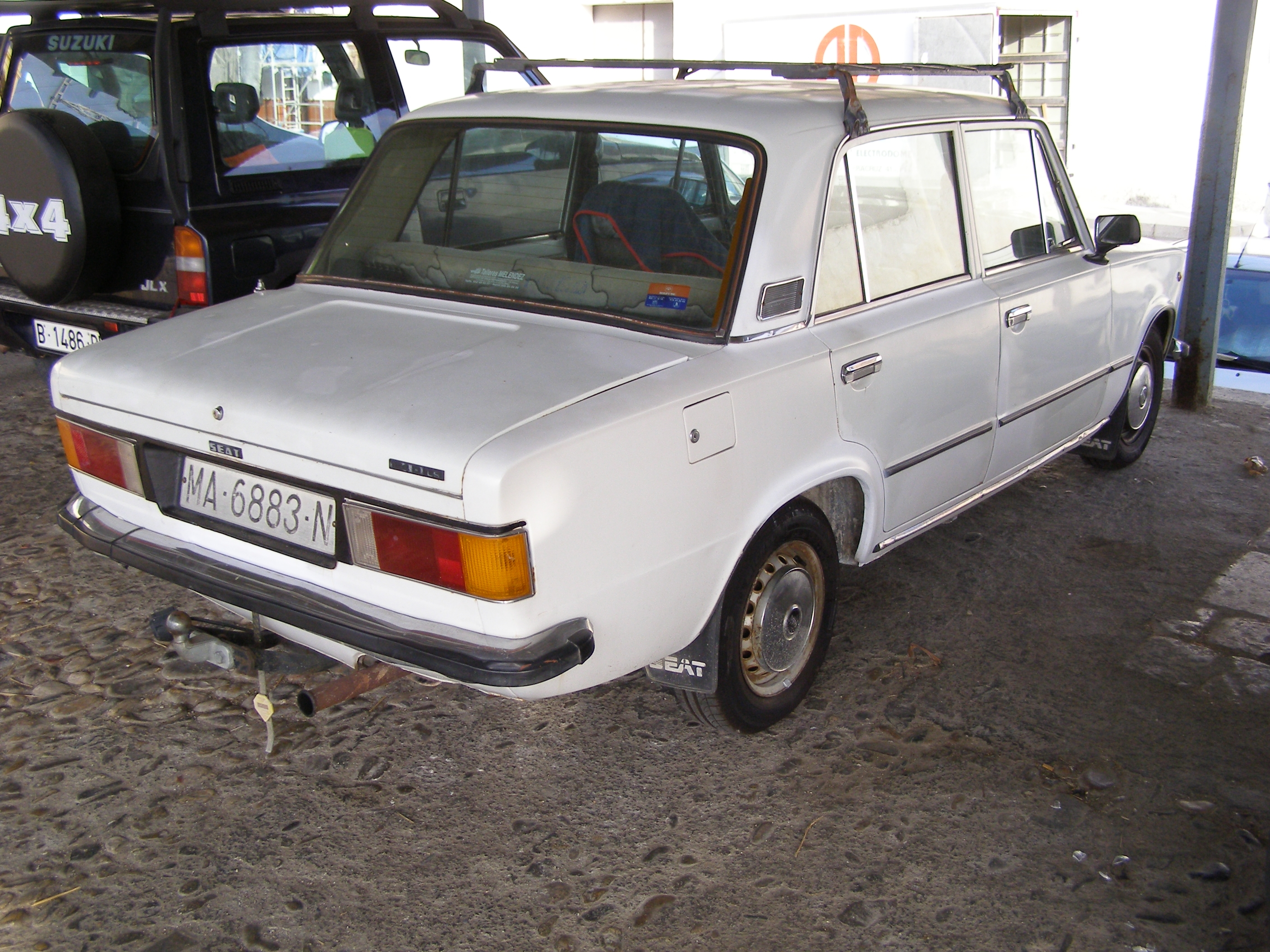
SEAT 124 D versión 75, con los cambios que afectaban a la estampación de la carrocería

Las versiones 124 Especial que sustituyen al 1430 pasan a utilizar todo el banco de motores y transmisiones reservadas hasta el momento para los 1430 y 1430 Especial, desde el motor de árbol de levas lateral de 1.438 cc originario del Fiat 124 Special a los biárbol de 1592, 1756 y 1919 cc procedentes del SEAT 132 que resultaron victoriosos en competiciones de todo tipo y que fueron popularmente conocidos entre los aficionados como FL por el código interno de la marca para el modelo. Tanto la mecánica de árbol de levas lateral como los motores biálbero fueron creados por Aurelio Lampredi, insigne ingeniero italiano que tantos triunfos proporcionara a Ferrari.
Tras la compra de Authi por SEAT, la producción del 124 se traslada a la antigua factoría de Landaben (Pamplona), donde se habían producido entre otros los "Mini" españoles, saliendo el 22 de enero de 1976 el primer 124 de la línea. El traslado de la producción supuso la desaparición de las carrocerías coupé y familiar del catálogo, pasando el modelo a ser conocido popularmente como "124 Pamplona", pese a que la línea de montaje no se trasladó a Landaben hasta la entrada en producción del nuevo SEAT 131 en la Zona Franca.
Cuando en 1980 se deja de fabricar para dar paso al nuevo SEAT Panda en la factoría pamplonesa, se habían producido casi 900.000 unidades de SEAT 124 y 1430, de las cuales 155.923 procedieron de Landaben. Las matrices de estampación de la carrocería del SEAT 124 D reestilizado serían transferidas con el beneplácito del grupo Fiat a Premier Automobiles Ltd , dando lugar a la fabricación en aquel país del PAL Premier 118NE  comercializado en la India hasta finales de los años 90.
Por otra parte en Argentina se desarrolló una versión modernizada del Fiat 125 denominado Fiat 125 Mirafiori que incorporaba entre otras novedades el reestyling trasero del 124 versión ´75.

## Versiones del SEAT 124

### Primera serie (fase I)
- 1: SEAT 124 (FA) 1968-1971

Motor de 1.197 c.c. y nivel de acabado básico.
El primer 124 producido bajo licencia Fiat por SEAT en Barcelona. Similar en todo al modelo de Fiat contemporáneo, adopta, de la misma manera que hace simultáneamente su homólogo italiano que ya va por su segunda evolución, un carburador de flujo vertical análogo al del recién presentado Fiat 124 Special, en lugar del de flujo horizontal con el que esta mecánica nació en su país de origen. Inicialmente monta la transmisión conocida por los aficionados como "blindada", con tubo de empuje en prolongación del diferencial articulado sobre el chasis para control del par de reacción, árbol de transmisión con una única articulación entre sus dos troncos y barra estabilizadora por delante del grupo diferencial. En el año 1969 como había sucedido con la gama Fiat, se incorpora la transmisión y suspensión trasera hotchkiss procedente del Fiat 124 Special de 1968, que se unifica para toda la gama y paulatinamente se van adoptando neumáticos de estructura radial en lugar de diagonal.
- 2: SEAT 124 Lujo (FB) y SEAT 124 L (FB-02) 1968-1971

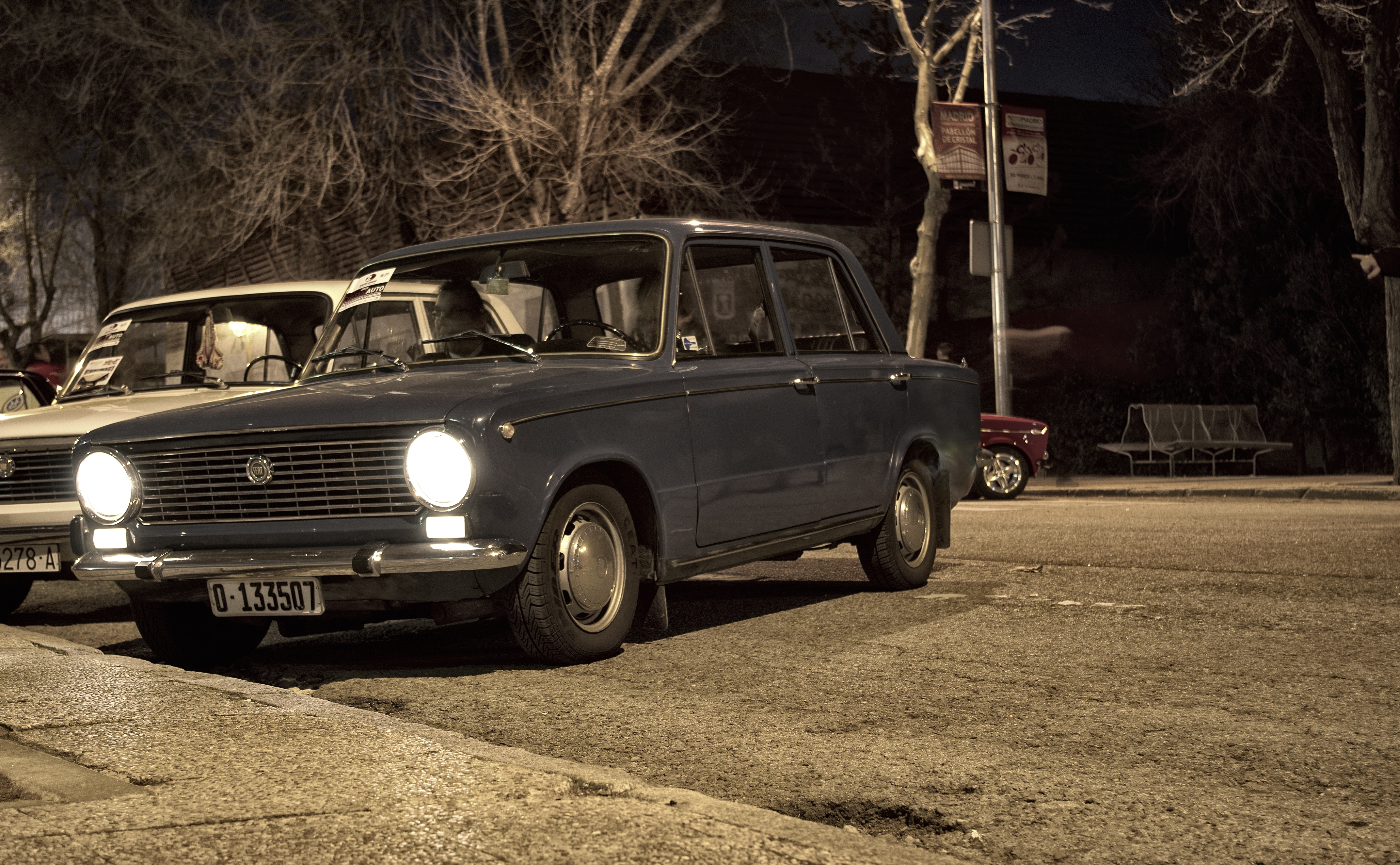
SEAT 124 L (1970)

Ambos con motor de 1.197 c.c. y nivel de acabado superior. El segundo, sustituye en la gama al primero a partir de la segunda serie de SEAT 124 en 1969. 
El primero, que lucía el mismo anagrama en su zaga que el 124 básico, sin especificar que se trataba de esta versión especial, incorporaba unas molduras cromadas en ambos laterales, capó motor, y tapa de maletero, además de un receptor de radio "Marconi" de pequeñas dimensiones en la, denominada por la marca en su manual de uso y entretenimiento, "cavidad vacante" del salpicadero, con su correspondientes altavoz y antena. Una de estas escasas unidades que sobrevive hoy en día, es el famoso "SEAT un millón". 
El segundo sustituye al primero a finales del año 1969; además de incorporar la nueva suspensión trasera y transmisión introducida por el Fiat 124 Special en 1968, añade, entre otros, el salpicadero y cuadro de instrumentos con cuentarrevoluciones procedentes del mismo coche, similares a los del SEAT 1430, pero con la escala del velocímetro en su cuadro de instrumentos graduada hasta los 160 km/h, consola central y encendedor eléctrico, un nuevo volante heredado del Fiat 125, asientos anatómicos similares a los del Seat 1430 pero tapizados íntegramente "Nappel", luz de retroceso bajo el paragolpes posterior, y alfombras colocadas en el piso, aunque pierde el receptor de radio respecto al modelo al que sustituye.

### Primera serie (fase II)
- 3: SEAT 124 D (FA-03) 1971-1975

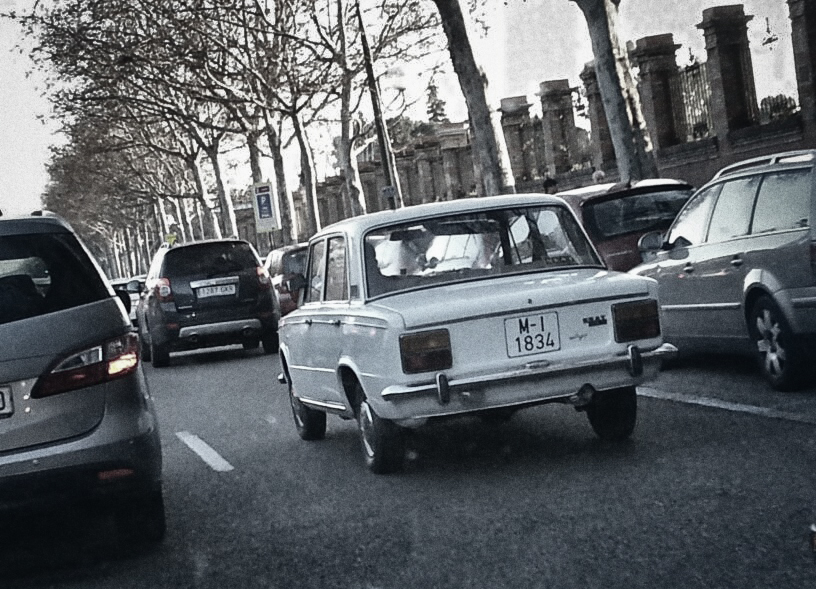
1972 Seat 124 D Lujo

Motor de 1.197 c.c. y nivel de acabado básico.
Con esta puesta al día, similar a la efectuada en el país de origen con el nuevo Fiat 124 "B", el SEAT 124 pierde el aro concéntrico del claxon en el volante, recibe doble circuito hidráulico de frenos, nuevos pilotos sobredimensionados en la zaga, extractores de aire en los montantes traseros, escudos protectores en los parachoques similares a los del 1430, y unos asientos de diseño anatómico similares a los del antiguo 124 L y 1430. La nueva calandra es ahora a base de franjas horizontales alternativas cromadas y anodizadas en negro, y estrena un termómetro de agua en el cuadro de instrumentos, un nuevo mando para los limpiaparabrisas en la columna de dirección, e indicadores de dirección laterales más compactos que los anteriores en las aletas delanteras. 
- 4: SEAT 124 D Lujo (FB-03) 1971-1973 1972 Seat 124 D Lujo

Motor de 1.197 c.c. y nivel de acabado superior.
Sobre el modelo básico anterior, añade servofreno, luneta trasera con resistencia desempañadora, alternador, luz de retroceso, molduras en laterales, capó motor, y tapa de maletero; salpicadero, consola central, alfombras textiles, encendedor eléctrico, cuadro de instrumentos, y volante similares a los del SEAT 1430, y en las primeras unidades, el tejido de la zona central en la tapicería de sus asientos, era similar a la del 124 Sport Coupe contemporáneo. Más tarde, esta se unifica con la del SEAT 124 D básico. 
- 5: SEAT 124 LS (FB-05) 1973-1974  SEAT 124 LS

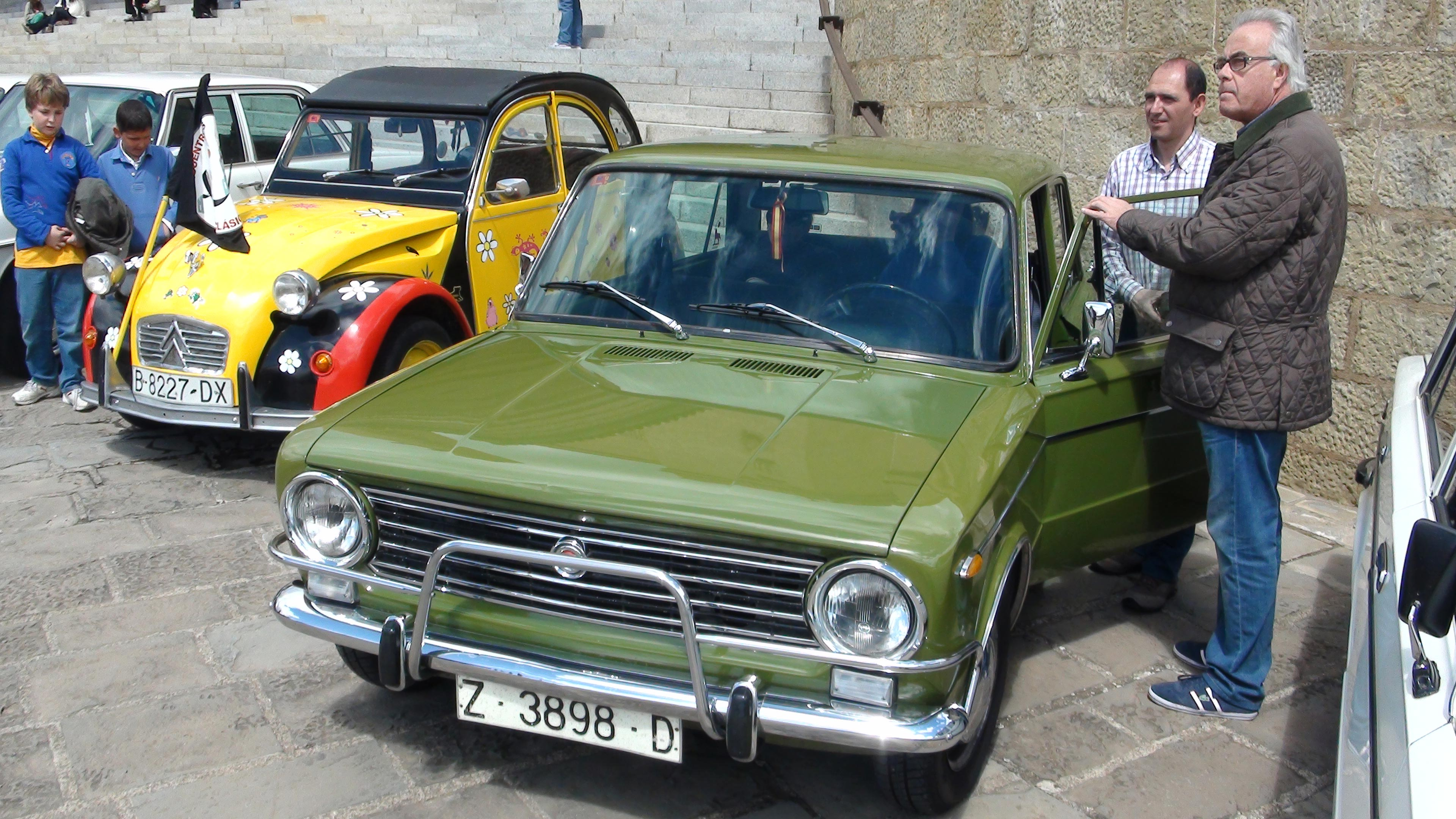
SEAT 124 LS

Motor de 1.197 c.c. potenciado con 65 HP (DIN) y nivel de acabado superior.
Gracias a un nuevo diseño en la cámara de combustión de la culata, y a un árbol de con mayor alzada de leva y distintos reglajes de su carburador, se logran 5 HP (DIN) de incremento sobre el motor de las versiones anteriores. Sobre el 124 D, también añade lunas coloreadas en verde, servofreno, alternador, luz de retroceso, tapicería integral en velours, y manetas de las puertas, molduras cromadas en laterales y tapa de maletero, intermitentes laterales en forma de flecha, salpicadero, cuadro de instrumentos, consola central, volante, y encendedor eléctrico similares a los del SEAT 1430. En las primeras unidades, la luneta trasera térmica se ofrecía en opción; más tarde, formó parte del equipo de serie. En un automóvil 124 LS falleció la cantante Cecilia, debido al accidente producido por un choque con un carro de bueyes, en Benavente, el 2 de agosto de 1976.
- 6: SEAT 124 D "Extras" (FB-11) 1974-1975

Motor de 1.197 c.c. potenciado con 65 HP (DIN) y nivel de acabado superior.
Sobre un 124 D, añade los interiores completos, lunas coloreadas, luneta trasera térmica, y alternador del 124 LS, así como su motor de 65 HP (DIN) de rendimiento, desplazándolo del catálogo de la marca, manteniendo el resto sin cambios respecto al 124 D básico, que también adopta dicha mecánica en lugar de la anterior.

### Segunda serie

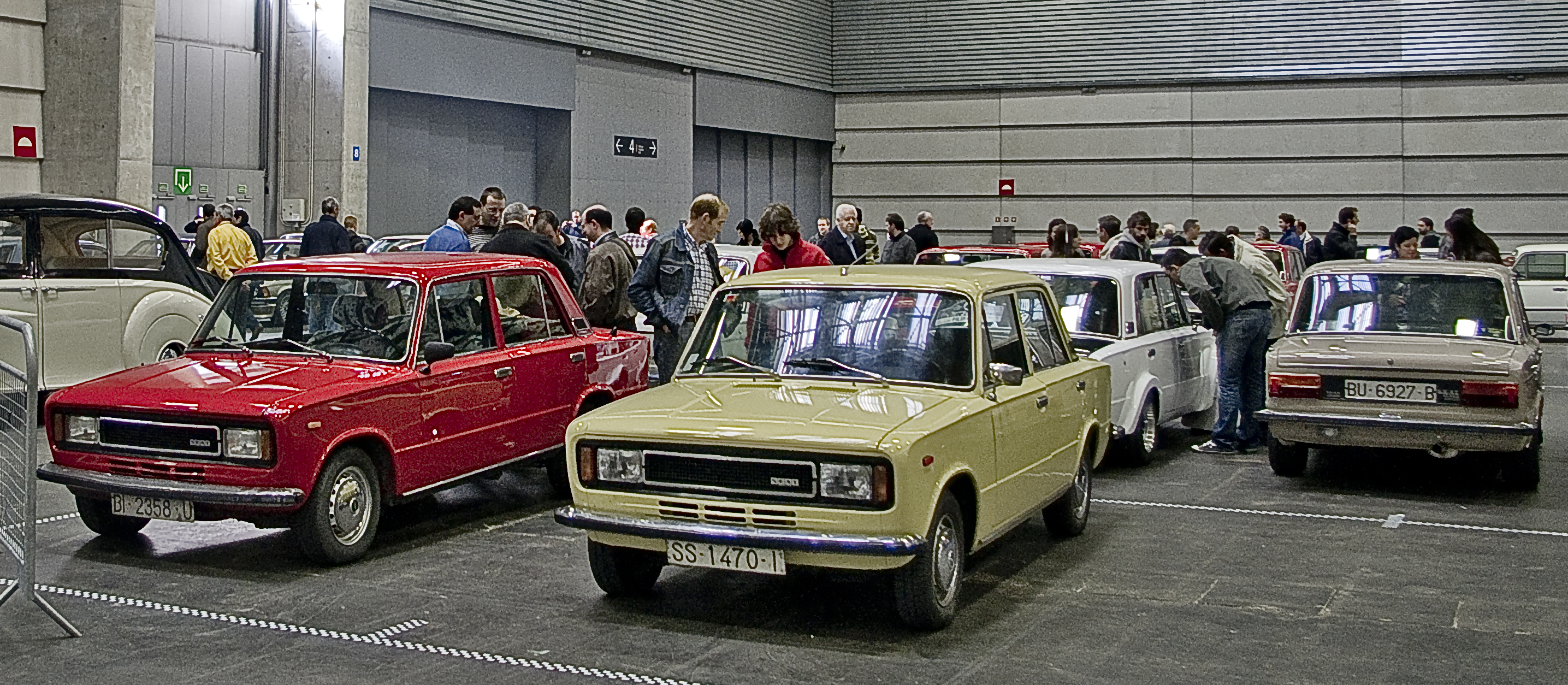
Dos Seat 124 Versión ´75 de 1978 (rojo) y 1976 (amarillo) con su característico frontal
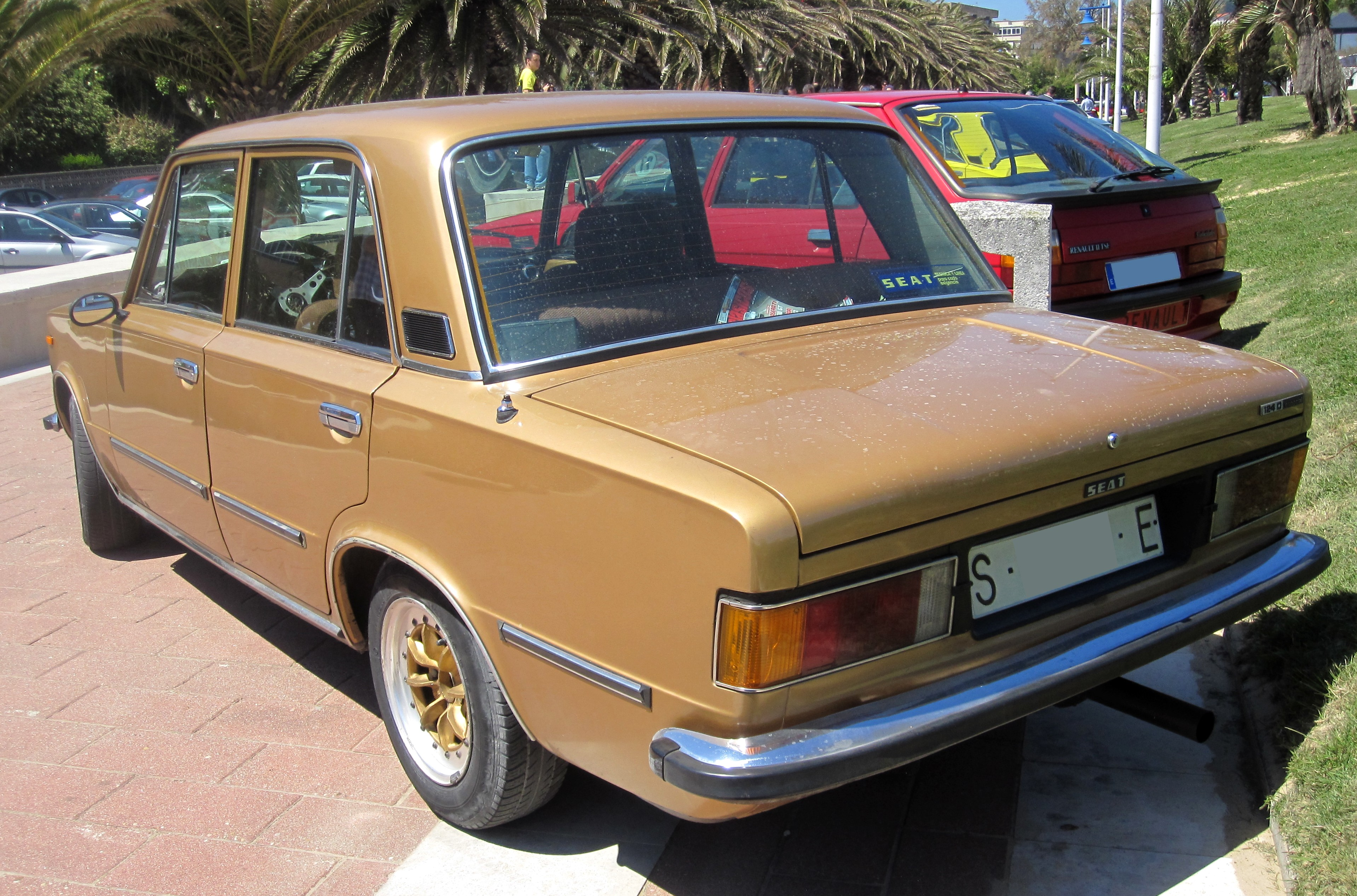
Vista trasera de un 124 D Especial de 1976
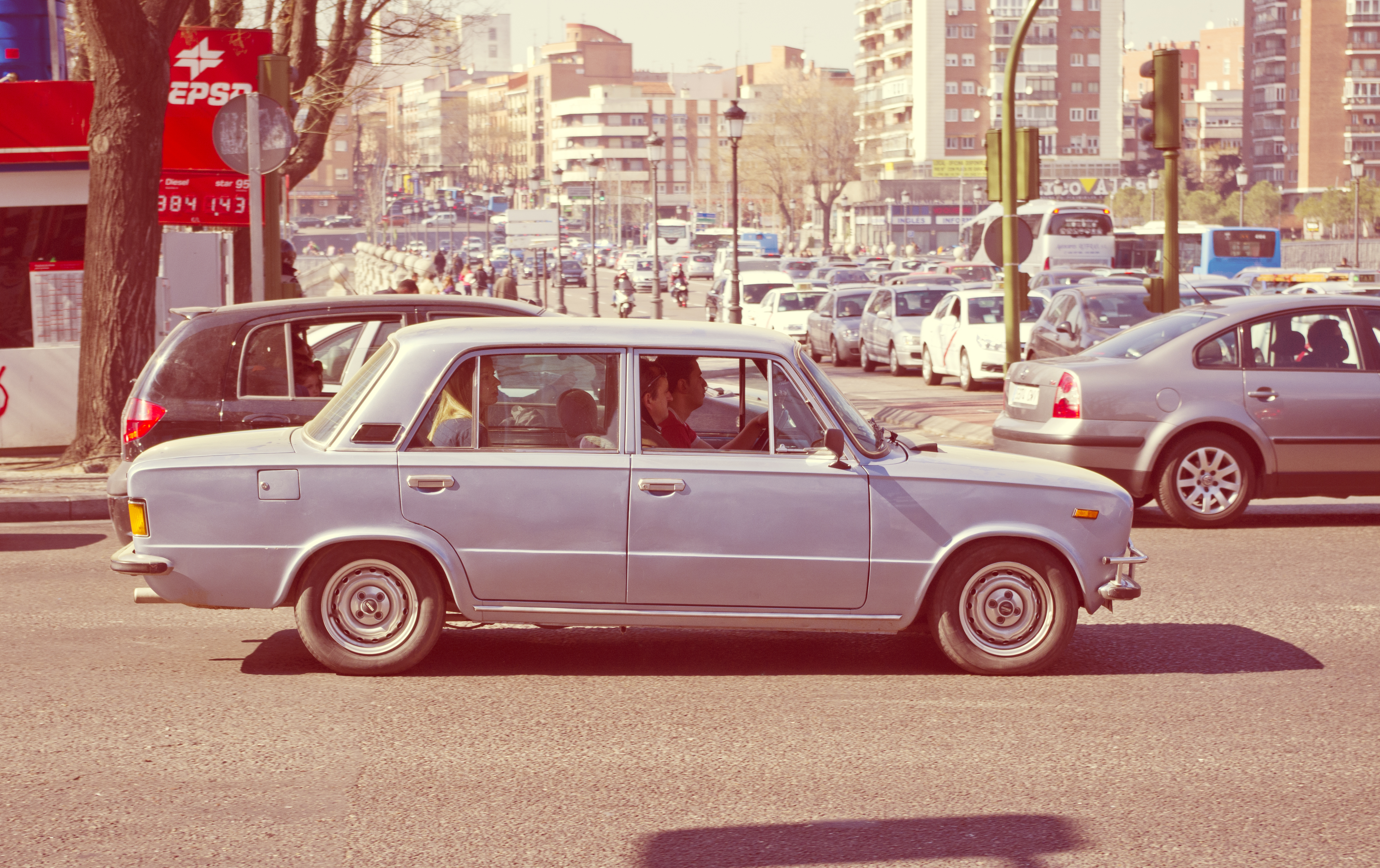
Seat 124 D 1980

- 7: SEAT 124 D Versión ´75 (FL-00) 1975-1980

Versión de acceso a la gama del nuevo SEAT 124 D "Versión ´75", reestilizado por Giorgetto Giugiaro. Además del rediseño general que sufre el modelo, adopta doble luz de retroceso integrada en los nuevos pilotos posteriores. Sustituye al anterior SEAT 124 D, y experimenta diversos cambios de detalle a lo largo de su producción, incluidos la sustitución de los frenos traseros de disco que equipó al principio, igual que todas las versiones del modelo hasta el momento, por otros de tambor, junto con un nuevo eje motriz posterior procedente del SEAT 131. 
- 8: SEAT 124 D LS Versión ´75 (FL-03...) 1975-1980Seat 124 D LS

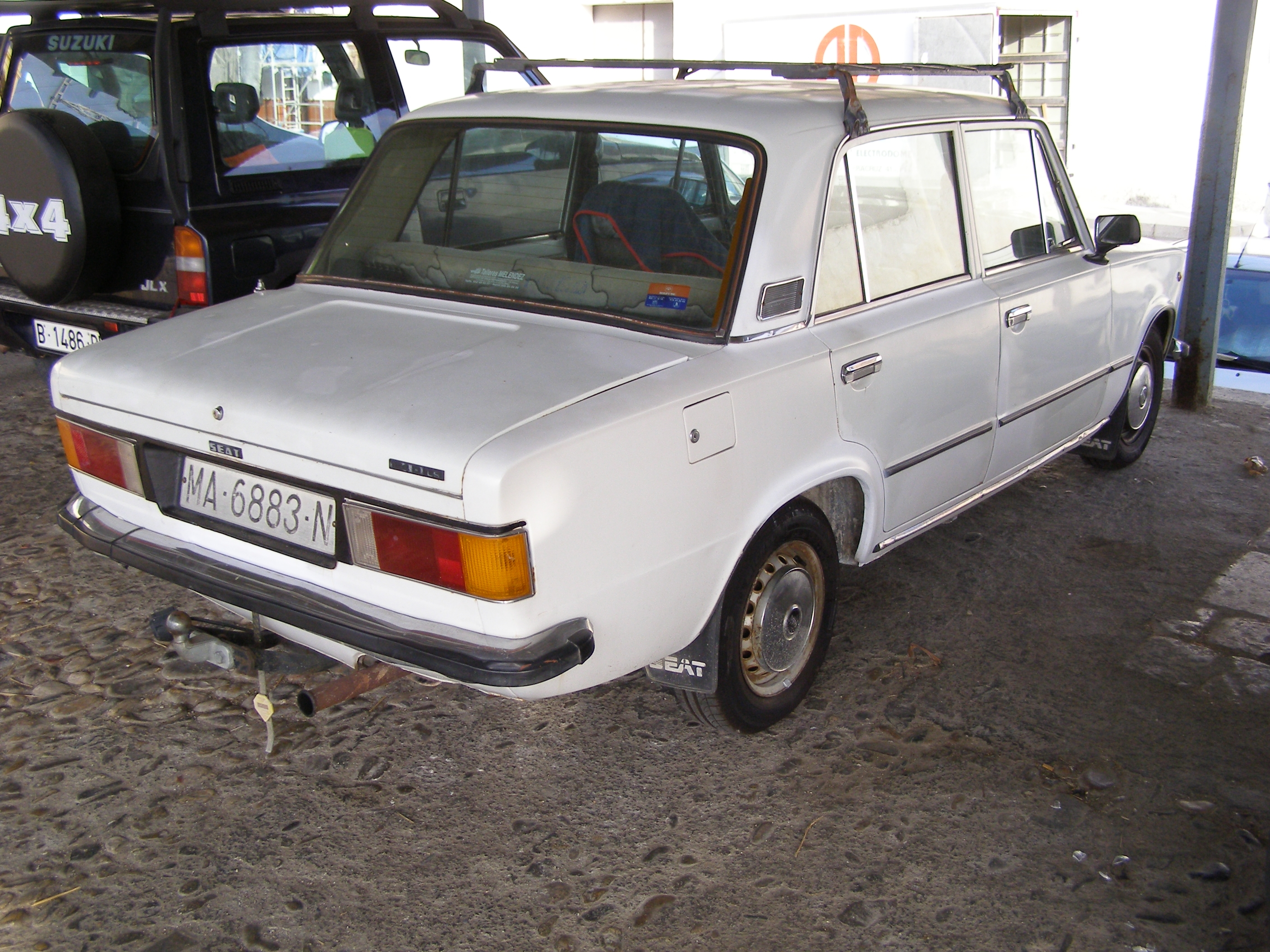
Seat 124 D LS

Motor de 1.197 c.c. y nivel de acabado superior.
Sobre el 124 D "Versión ´75" en su versión básica, añade lunas coloreadas en verde, luneta trasera térmica, servofreno, alternador, salpicadero (ahora con franja central y tapa de cuadro de instrumentos en color negro antirreflejos, similares a las del antiguo 1430 Especial, en lugar de la anterior imitación de madera), cuadro de instrumentos, consola central, encendedor eléctrico, alfombras textiles y volante similares a los del antiguo SEAT 124 LS; tapicería integral en velours y paneles interiores de puerta del antiguo SEAT 124 LS en las primeras unidades fabricadas en Barcelona; tapicería en un tejido con un tacto más áspero, y nuevos paneles interiores de puerta en las posteriormente fabricadas en Landaben, para finalizar su producción compartiendo con las versiones biárbol los asientos equipados de reposacabezas. Sufrió diversos cambios de detalle a lo largo de su producción, incluidos la sustitución de los frenos de disco traseros que habían equipado a todas las versiones del modelo hasta ese momento, por otros de tambor, junto con un nuevo eje motriz posterior procedente del SEAT 131, y el traslado de la llave de contacto a la parte superior derecha de la columna de dirección.
- 9: SEAT 124 D Versión ´75 Especial 1430 ( FL-10/11/12) 1975-1980 1976 Seat 124 D Especial

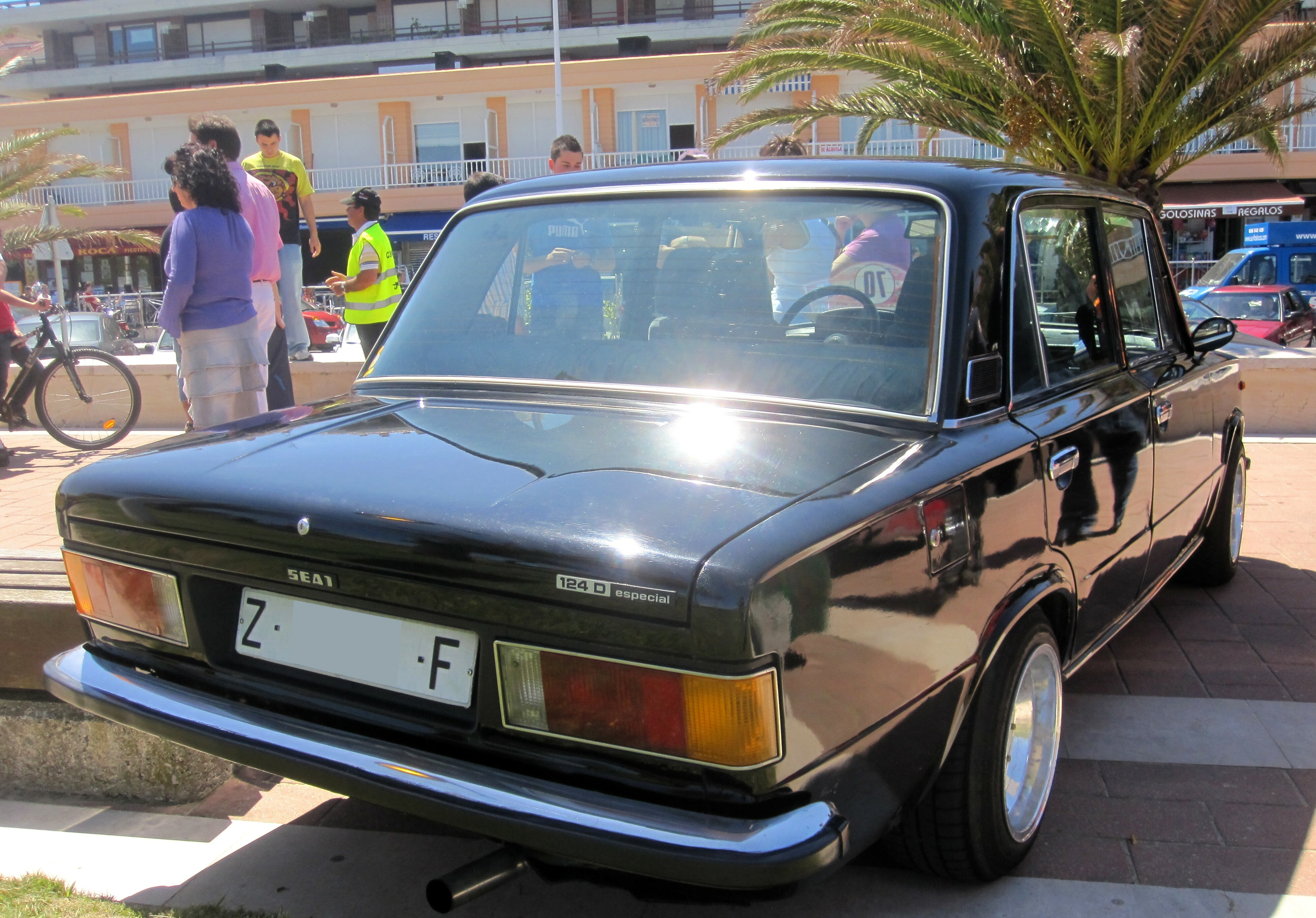
1976 Seat 124 D Especial

Motor de 1.438 c.c. y nivel de acabado superior.
Similar en el resto al 124 D LS de su misma época, y experimenta la misma evolución. Adopta el motor del desaparecido SEAT 1430 y a partir del año 1977 opcionalmente una caja de cambios dotada con cinco velocidades sincronizadas
- 10: SEAT 124 D Versión ´75 Especial 1600 (FL-40/45) 1976-1979

Motor de 1.592 c.c. y nivel de acabado superior.
Los FL-40 montan la versión de baja compresión del 1600 c.c adecuada al consumo de gasolina normal de bajo octanaje.  Los FL-45 por su parte llevaban la versión de alta compresión del mismo motor.
Similares en todo lo demás al 124 D Especial 1430 contemporáneo. Incorporan desde el inicio, llantas deportivas Rostyle Stylo de 5,5" de garganta y la línea de escape de todos los biárbol, con mayor diámetro y distinta concepción al resto de la gama. Exclusivamente en colores rojo anaranjado o aluminio, este último metalizado. 
- 11: SEAT 124 D Versión ´75 Especial 1800 (FL-80/82) 1976-1978

Motor de 1.756 c.c. y nivel de acabado superior
También popularmente conocidos, a diferencia de las otras versiones, como "FL", son similares a los FL-45 , sobre los que aportan el motor biárbol de 1800 c.c. y los discos de freno en el eje trasero. El FL-82, añade sobre el FL-80  al que sustituye, una dirección de piñón y cremallera, un volante de menor diámetro compartido con el Seat 1200 Sport procedente del Fiat 128) Rally en su segunda generación), nuevos reglajes de suspensión con menor altura en el tren posterior, encendido electrónico sin ruptores, y faros dotados de lámparas de yodo. Al principio, el FL-80 se comercializa exclusivamente pintado en color rojo anaranjado; en las últimas unidades, también estará disponible el color blanco. El nuevo FL-82 se comercializa únicamente con su carrocería pintada en un tono rojo vivo, algo más oscuro que el de su antecesor el FL-80. 
- 12: SEAT 124 D Versión ´75 Especial 2000 (FL-90) 1978-1979

Motor de 1.919 c.c. y nivel de acabado superior
Exactamente igual a su predecesor el FL-82, al que sustituye, incluido su tono de pintura color rojo como único disponible, se diferencia de él en el nuevo motor biárbol de 1.919 cc, desarrollado por motivos fiscales en el Centro Técnico de SEAT en Martorell, a partir del motor italiano de 1995cc. Destacan también sus bandas laterales y logotipo en la tapa del maletero, adhesivos y de color negro, con la inscripción 2000.

### Carrocería familiar
- 13: SEAT 124 5p (FJ) / SEAT 124 D 5p (FJ-02)  / SEAT 124 D Versión ´75 5p (FN)  1969-1976

Motor de 1.197 c.c. y nivel de acabado básico en los tres.
Variante con carrocería de género familiar y portón trasero de los modelos 124, 124 D y 124 D Versión ´75. 

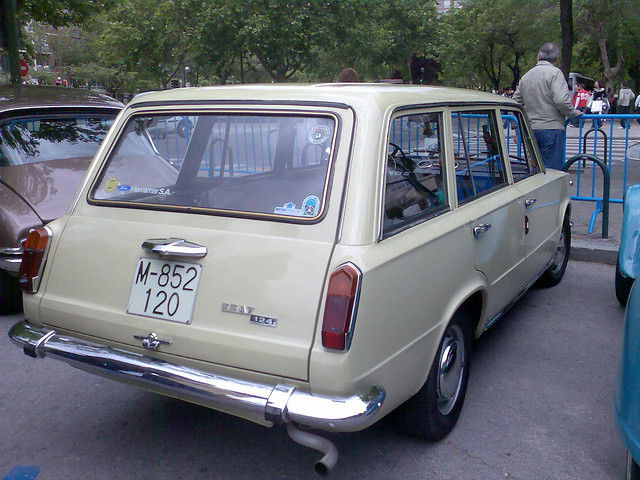
SEAT 124 con carrocería familiar de 5 puertas.

### Carrocería coupé
- 14: SEAT 124 Sport Coupé 1600 (FC)  y 1800 (FC-02) 1971-1975

Cupés de dos puertas con vocación de gran turismo. Carrocerías correspondientes al Fiat 124 Sport Coupé completamente distintas al resto de la gama. El primero corresponde a la segunda serie italiana (BC) con motor biárbol 1600 de origen Fiat 125 de 110 CV mientras que el segundo que sustituye al primero corresponde a la tercera generación del Fiat (CC), con motor 1800 c.c de origen Fiat 132 de 118 CV. Ambas versiones montaron cambio de cinco velocidades sincronizadas y la transmisión hotchkiss con el tren trasero de cuatro brazos, la alimentación se llevaba a cabo mediante dos carburadores de doble cuerpo en el 1600, y uno solo en el 1800.

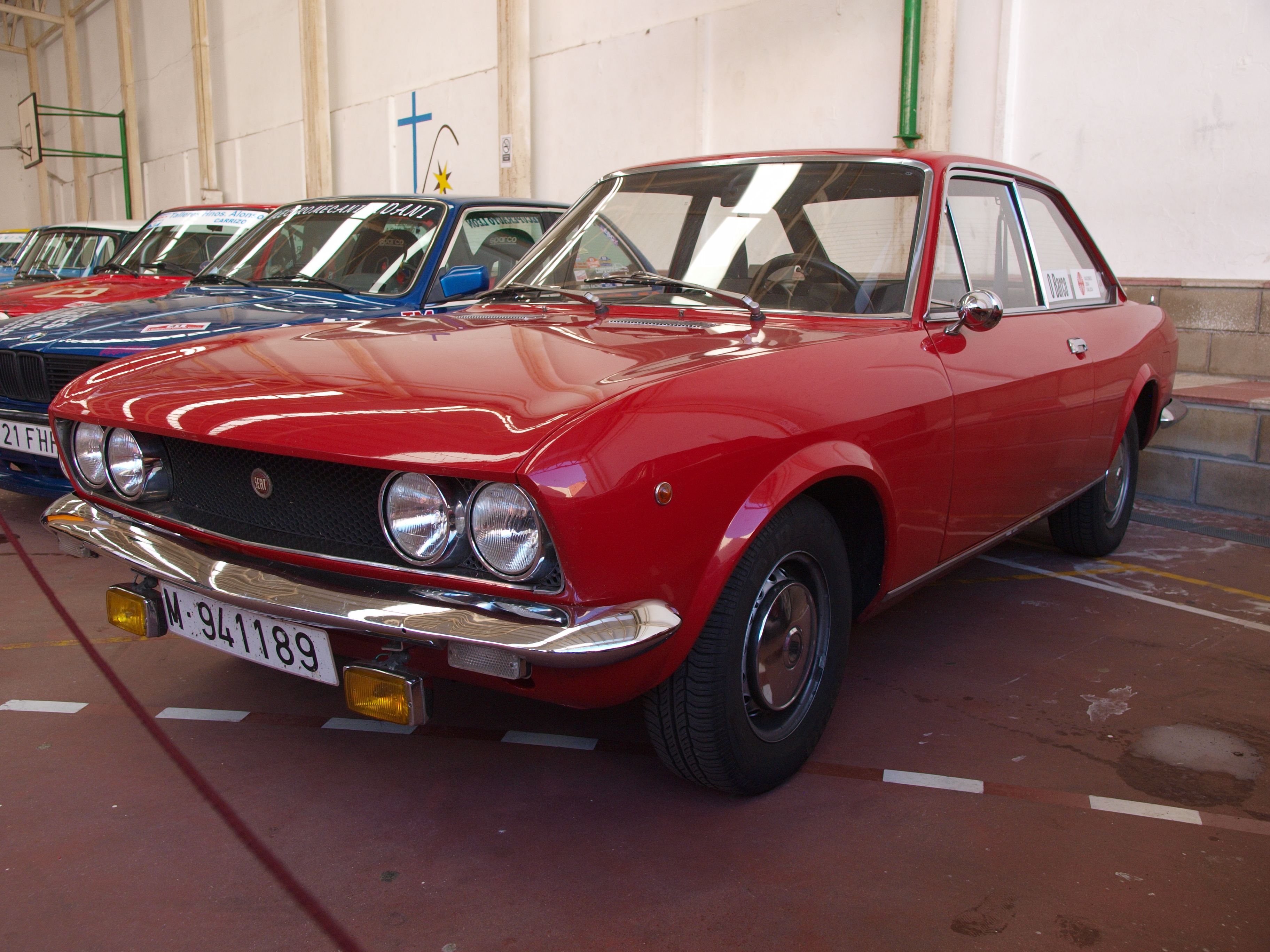
SEAT 124 Sport Coupé 1600.
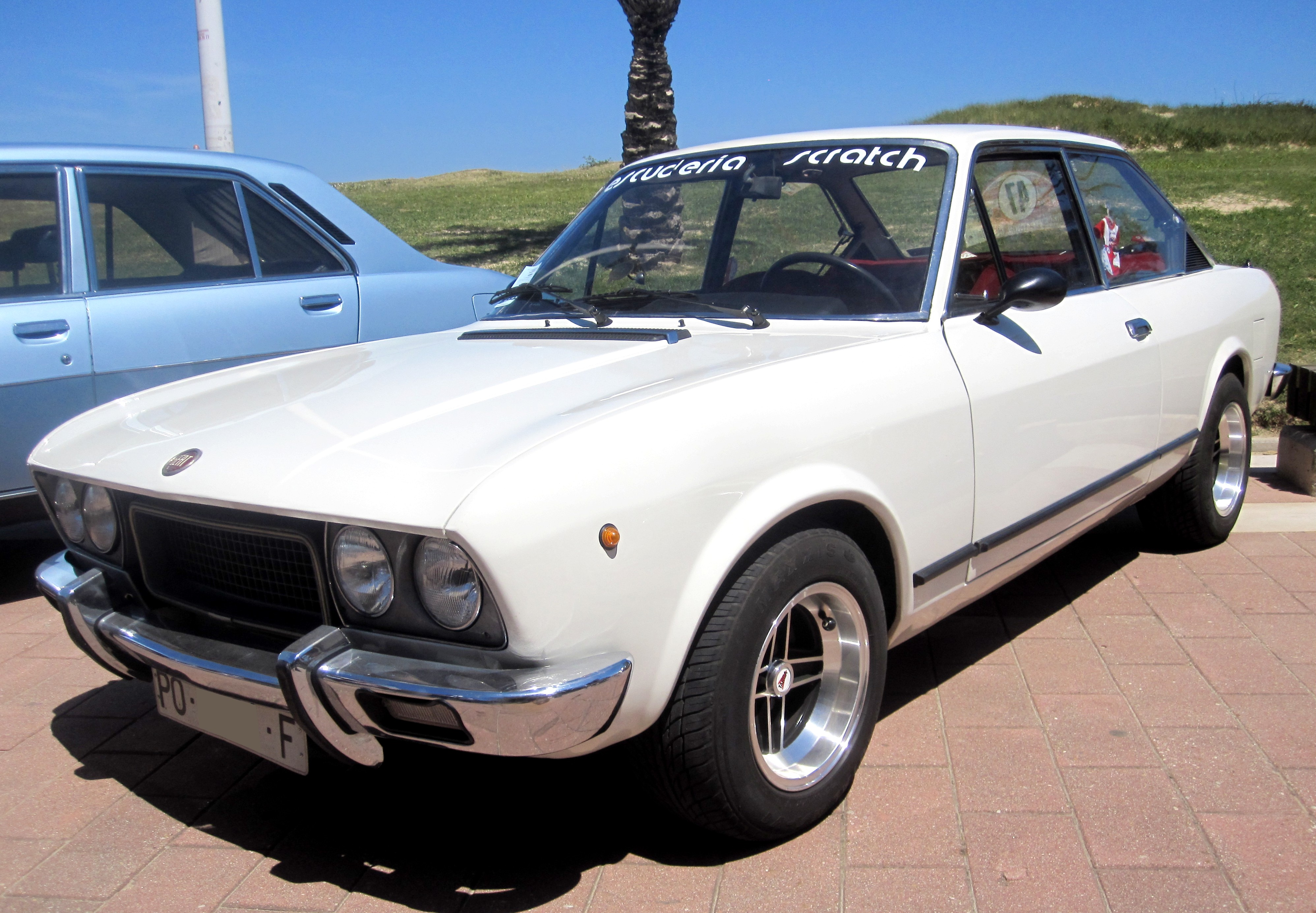
SEAT 124 Sport Coupé 1800.

#### Preparaciones
- SEAT 124 Sport 1600 Cabrio Serra y 1800 Cabrío Serra: Preparados por Pedro Serra Vidal en versión descapotable.
- SEAT 124 Sport 1800 Serra: Preparado por Carrocerías Serra y que presentó al concurso de la elegancia celebrado en el Salón del automóvil de Barcelona en 1973.
- Cordobán 124 Sport: Creado sobre la base del SEAT 124 Sport preparado por Selex.

## El SEAT 124 en competición
- SEAT 124 Gr 2 1300 Juncosa Montecarlo 1971.
- SEAT 124 Sport 1600 Rally Vasco-Navarro 1971.
- SEAT 124 Sport 1600 Rallyde Montecarlo 1972.
- SEAT 124 Gr 5: equipaba el 2100 cc 16v participó en 1977 en el Rally Costa del Sol.
- SEAT 124 Gr 4: equipaba el 1800 cc especial participó en 1977 Rally de Montecarlo
- SEAT 124 Gr 2: equipaba el 2000 cc participó en 1979 en el Campeonato de España de Turismos.